# Anqet Farra
Anqet Farra zijn een reeks vulkanen op Venus. De Anqet Farra werden in 1994 genoemd naar de godin Anoeket (Anqet) uit de Egyptische mythologie.
Het vulkanengebied heeft een diameter van 125 kilometer en bevindt zich in het quadrangle Lachesis Tessera (V-18)  op Guinevere Planitia, ten zuiden van Zemire Corona.